# Onthophagus sophiae
Onthophagus sophiae es una especie de insecto del género Onthophagus, familia Scarabaeidae, orden Coleoptera.
Fue descrita científicamente por Nicolas en 2006.